# 비결정 반도체
비결정 반도체(非結晶半導體) 또는 비결정성 반도체(非結晶性半導體)란, 비결정 상태의 반도체이며, 아모퍼스 반도체(amorphous semiconductor)라고 불리기도 한다. 결정 상태의 반도체와 비교해서 여러 가지 물성이 크게 다른 것을 사용하며, 수광소자에 응용되고 있다.

## 개요
결정상태 반도체에 대하여 일반적으로, 원자가 발생시키는 주기적 에너지에 의하여 전자의 에너지 준위가 띠구조를 취해서, 원자가띠, 전도띠 및 띠틈의 구별을 명확하게 형성한다. 이것에 대한 비결정 반도체에서, 원자배열이 랜덤하기 위해서 띠단이 확실하지 않게 된다. 또한 결정상태에서 결정 전체에 펼쳐지는 파동관수가 공간적으로 국재 (앤더슨 국재)를 발생시켜 전도특성에 여러 가지 영향을 미친다. 단거리적인 질서는 어느 정도 유지되므로 원자가띠나 전도띠는 존재한다고 생각해도 괜찮지만, 국재를 위해서 원자가띠의 위나 전도띠의 아래 (즉 본래의 띠틈 사이)에 이동도가 작은 거준위가 생긴다. 또한 당링 본드(dangling bond)에 의해서 페르미준위 근처에 다수의 준위가 형성된다. 이렇기 때문에 광학적 에너지 간격과 전기적 에너지 간격에 차이가 생겨서 광학적으로 국재준위에서 국재준위까지의 천이가 가능하게 되어, 전기적 에너지 간격보다 외간의 간격이 작아지게 된다. 그리고 결정의 랜덤성에 의하여, 전자가 포논을 개좌도에 천이할 확률이 증가해서 광흡수 계수가 상승하는 광학적 특성상의 변화도 일으킨다.

## 재료와 응용의 예시
- 아모퍼스 실리콘, 띠틈이나 광흡수 계수의 증대
  - 박막 트랜지스터(TFT)
  - 태양 전지